# La Chapelle-Saint-Étienne
La Chapelle-Saint-Étienne är en kommun i departementet Deux-Sèvres i regionen Nouvelle-Aquitaine i västra Frankrike. Kommunen ligger i kantonen Moncoutant som tillhör arrondissementet Parthenay. År 2018 hade La Chapelle-Saint-Étienne 327 invånare.

## Befolkningsutveckling
Antalet invånare i kommunen La Chapelle-Saint-Étienne
| Referens: INSEE |